# AMX International
Pour les articles homonymes, voir AMX.
AMX International est un rapprochement italo-brésilien pour la construction de l'avion de combat AMX entre Alenia (46,5 %), Embraer (29,7 %) et Aermacchi (23,6 %) constitué en 1980. La compagnie est basée à Rome.
Les compagnies produisent différentes parties de l'avion :
- Alenia : section centrale du fuselage et dérive.
- Embraer : ailes, ailerons, prises d'air, train d'atterrissage, réservoirs.
- Aermacchi : sections avant et arrière du fuselage.

## Avion
- AMX